# 旭ヶ岡駅
旭ヶ岡駅（あさひがおかえき）は、大阪府南河内郡喜志村（現・富田林市）にあった、近畿日本鉄道（近鉄）長野線の鉄道駅（廃駅）である。

## 歴史
- 1911年 (明治44年) 8月1日：宮ノ前停留場新設。
- 1920年 (大正9年) 4月1日：宮ノ前停留場廃止。
- 1923年（大正12年）12月28日[1]：大阪鉄道の太子口喜志 - 富田林間に宮ノ前駅から移設されたうえで旭ヶ岡駅として開業。
- 1943年（昭和18年）2月1日：関西急行鉄道との合併により同社の駅となる。
- 1944年（昭和19年）6月1日：戦時統合により関西急行鉄道が南海鉄道（現在の南海電気鉄道の前身。後に再独立）と合併。近畿日本鉄道長野線の駅となる。
- 1945年（昭和20年）6月1日：富田林西口駅とともに休止。
- 1974年（昭和49年）7月20日：応神御陵前駅・屯鶴峰駅・誉田八幡駅と共に廃止。

## 駅構造
単式ホーム1面1線の地上駅。棒線駅のため、河内長野行きと阿部野橋方面行きが同一ホームに発着する。
1945年（昭和20年）6月1日に休止駅として指定された後は、当駅に列車が停車することはなかった。

## 利用状況
駅から西へ400メートル位置する場所に美具久留御魂神社があり、主に参拝目的として利用されていた。

## 駅周辺
- 美具久留御魂神社
- 富田林市市民会館
- 国道170号（大阪外環状線）
- 国道166号（竹内街道）
- 大阪府道32号

## 隣の駅
近畿日本鉄道
長野線
喜志駅 - 旭ヶ岡駅 - 富田林駅